# Manuel Agudo Durán

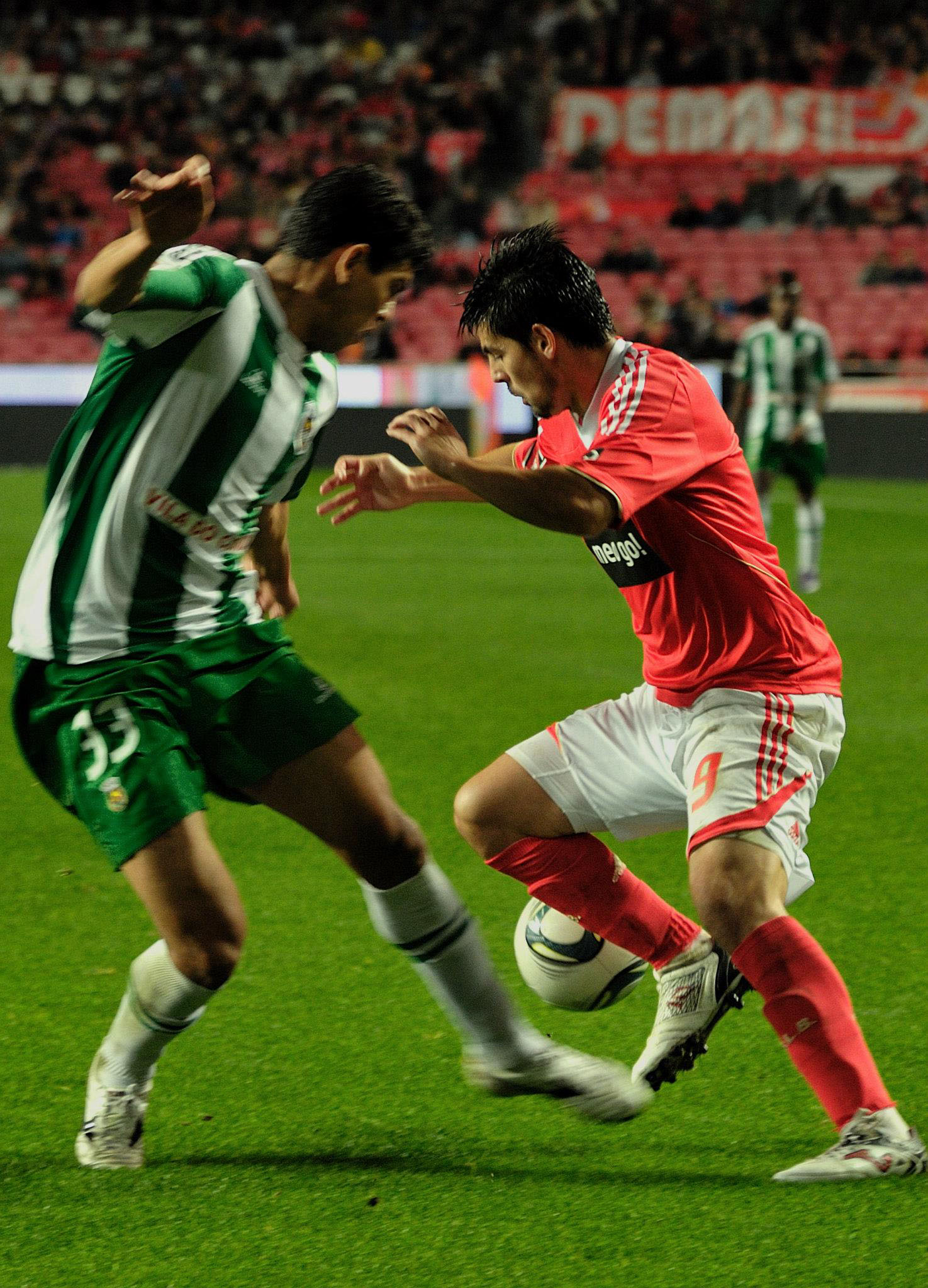
Nolito disputant una pilota

Manuel Agudo Durán, més conegut com a Nolito (Sanlúcar de Barrameda, 15 d'octubre de 1986), és un exjugador de futbol professional andalús que jugava a la posició d'extrem esquerre.

## Carrera esportiva

### Inicis
Nolito va començar la seva carrera futbolística al planter de la UD Algaida de Sanlúcar (equip de la província de Cadis), en la categoria d'aleví. Es va incorporar a les files de l'Atlètic Sanluqueño, on, entrenat per Manolo Moscosio, va coincidir amb jugadors com José Manuel Jurado. Després va jugar per a CD Mestalla. D'aquí va passar a l'Écija Balompié en el qual va estar durant 2 temporades. En la primera va agafar fama en marcar un gol al Reial Madrid en un partit de Copa del Rei l'any 2006 en l'Estadi Sant Pablo. En el segon any al club asti gitano, temporada 2007-2008, va quedar campió del Grup IV, sent un dels jugadors més destacats al costat de Pepe Díaz, i quedant-se a les portes de l'ascens en l'última eliminatòria enfront l'Osca.

### FC Barcelona
El juliol de 2008 es va incorporar a la disciplina del FC Barcelona per actuar en el seu equip filial, el Futbol Club Barcelona B. A l'octubre del 2010 va ser convocat per primera vegada amb el primer equip barcelonista per Pep Guardiola, per a una trobada de Copa del Rei davant el Benidorm. El 3 octubre 2010 debuta amb el primer equip blaugrana, substituint el lesionat Pedro en el minut 78. El 10 de novembre, marca el seu primer gol com a blaugrana davant de l'AD Ceuta en la Copa del Rei.

### Benfica
L'estiu del 2011 abandona la disciplina del FC Barcelona per fitxar pel Sport Lisboa e Benfica, club al qual arriba amb la carta de llibertat malgrat que al Barça comptaven amb ell. Té un gran començament en l'equip portuguès, en marcar tres gols durant la pretemporada. Va marcar per al cap de set minuts de començar la lliga portuguesa, contra el Gil Vicente, marcar el primer gol del Benfica en la temporada. Quatre gols més li servirien per arribar a un rècord de 5 gols en els 5 primers partits.

### Granada

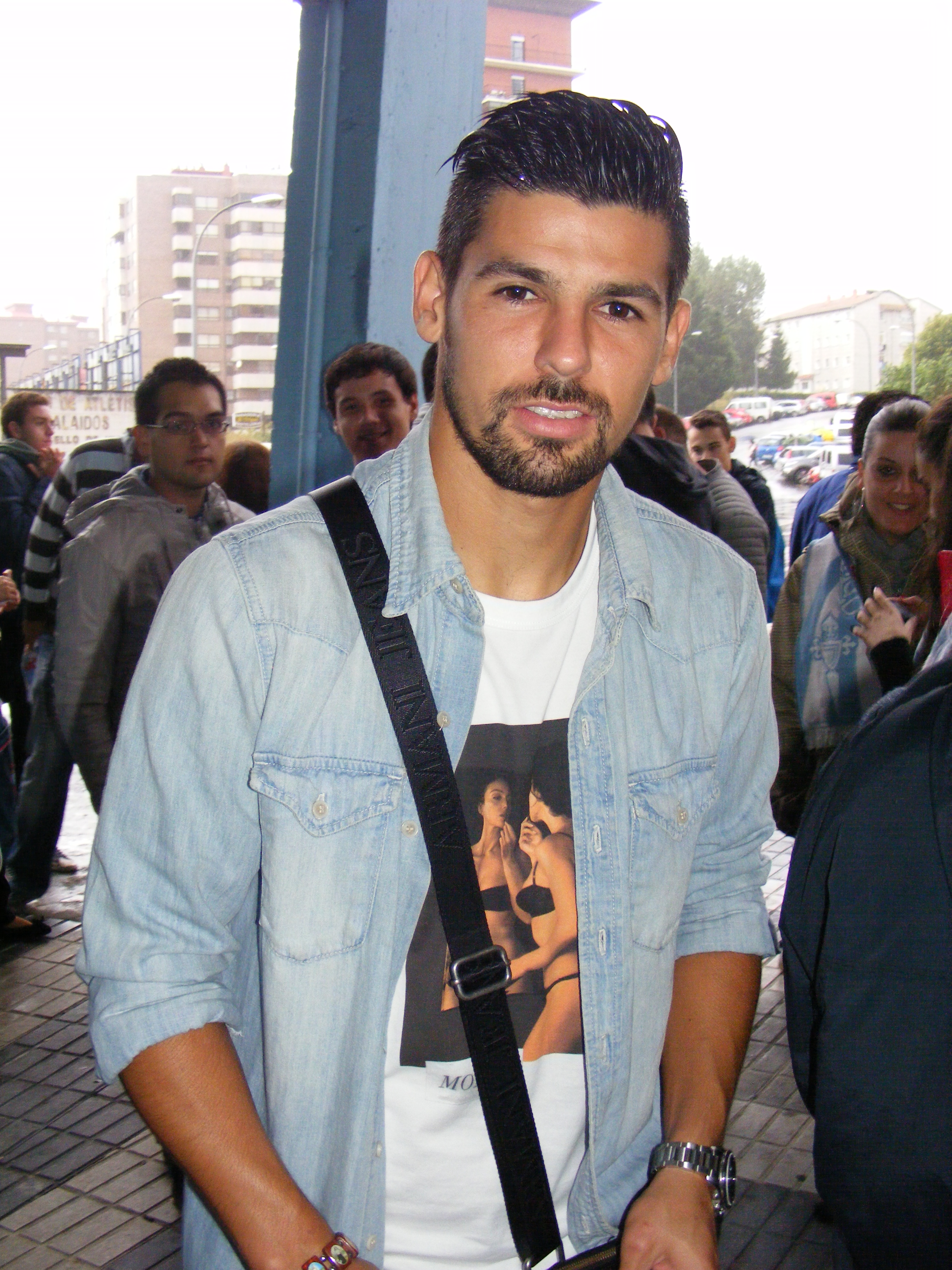
Nolito, el 2013.

El gener de 2013 marxa cedit al Granada CF fins a final de temporada. En el seu mig any al Granada, Nolito juga un total de 16 partits, marcant 3 gols, i convertint-se en un jugador clau del conjunt nassarita per aconseguir un any més la permanència en primera.

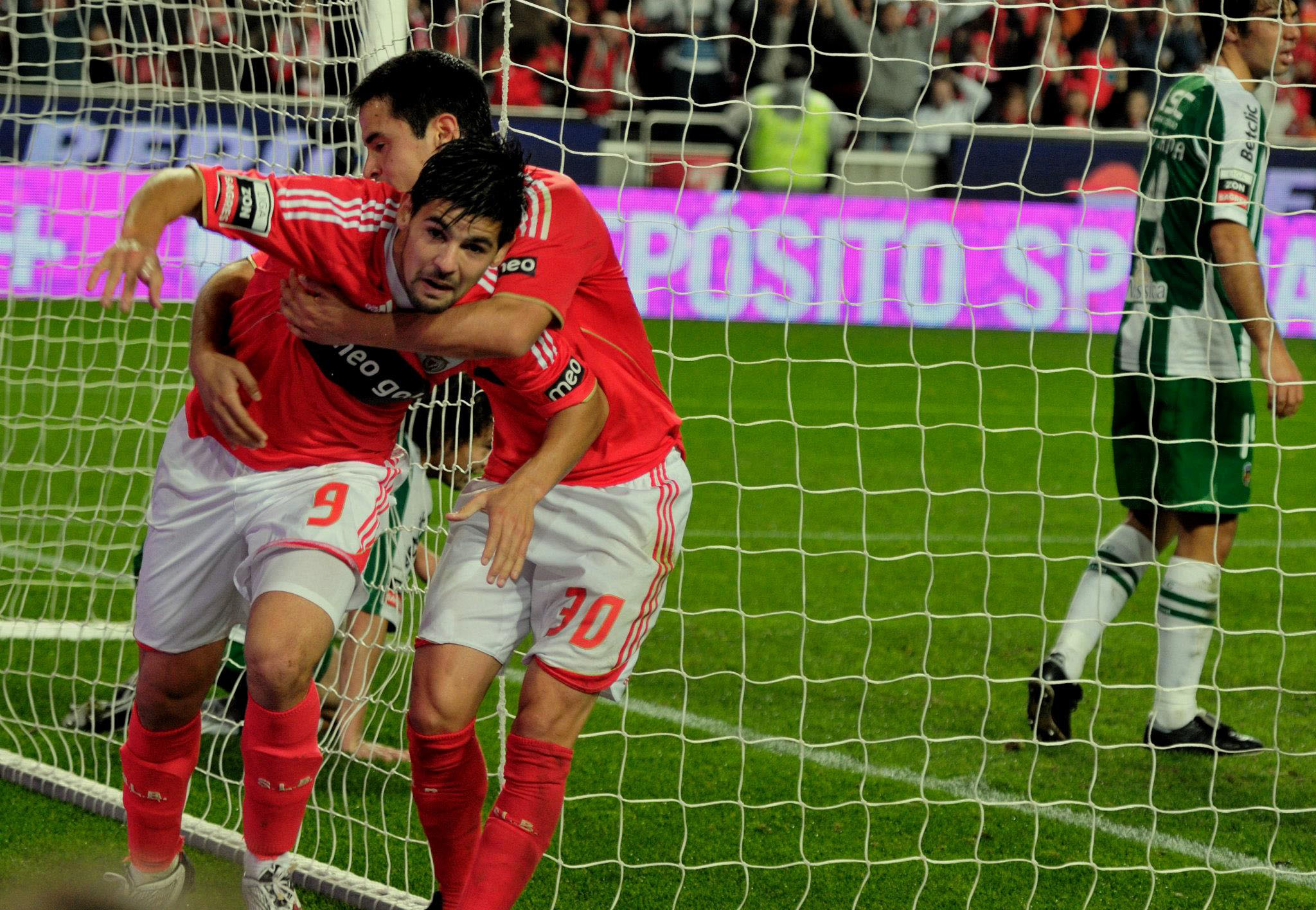
Nolito celebrant un gol amb el Benfica

### Celta de Vigo
El juny de 2013, Nolito va signar contracte per quatre temporades amb el Reial Club Celta de Vigo.

### Manchester City
El juliol de 2016 es va oficialitzar el traspàs de Nolito al Manchester City FC, que va pagar els 18 milions d'euros de la seva clàusula de recissió.

### Sevilla
El juliol de 2017, el Sevilla FC va contractar Nolito per tres anys.

### Retorn al Celta
El 18 de juny de 2020, Nolito va retornar al Celta amb contracte per un any. El seu contracte amb el Sevilla havia de caducar a finals de mes, i al Celta se li va concedir una excepció d'urgència per adquirir-lo fora de la finestra de mercat a causa d'una lesió de llarga durada del porter Sergio Álvarez. Tres dies després, en el seu primer partit després de la tornada, va sortir de la banqueta per assistir Santi Mina i marcar un penal en una golejada a casa per 6-0 al Deportivo Alavés.

## Palmarès
- 1 Campionat de Segona Divisió B (Écija Balompié - Temporada 2007-08)
- 1 Copa del Rei (FC Barcelona, 2008-09)
- 1 Lliga espanyola (FC Barcelona, 2010-11)
- 1 Copa de la Lliga portuguesa (SL Benfica, 2012)

## Estadístiques
| Écija Balompié (Espanya) |               |               |     |    |    |    |    |     |     |      |      |
| 2B | 2006-07       | 31            | 2   | 5  | 3  | 0  | 0  | 36  | 5   | 0,14 |      |
| 2B | 2007-08       | 40            | 13  | 0  | 0  | 0  | 0  | 40  | 13  | 0,33 |      |
| Total club | Total club    | 71            | 15  | 5  | 3  | 0  | 0  | 76  | 18  | 0,27 |      |
| FC Barcelona B (Catalunya) |               |               |     |    |    |    |    |     |     |      |      |
| 2B | 2008-09       | 28            | 4   | 0  | 0  | 0  | 0  | 28  | 4   | 0,14 |      |
| 2B | 2009-10       | 40            | 12  | 0  | 0  | 0  | 0  | 40  | 12  | 0,30 |      |
| 2a | 2010-11       | 38            | 13  | 0  | 0  | 0  | 0  | 38  | 13  | 0,34 |      |
| Total club | Total club    | 106           | 29  | 0  | 0  | 0  | 0  | 106 | 29  | 0,27 |      |
| FC Barcelona (Catalunya) |               |               |     |    |    |    |    |     |     |      |      |
| 1a | 2010-11       | 2             | 0   | 3  | 1  | 0  | 0  | 5   | 1   | 0,20 |      |
| Total club | Total club    | 2             | 0   | 3  | 1  | 0  | 0  | 5   | 1   | 0,20 |      |
| SL Benfica (Portugal) |               |               |     |    |    |    |    |     |     |      |      |
| 1a | 2011-12       | 29            | 11  | 7  | 1  | 12 | 3  | 48  | 15  | 0,31 |      |
| 1a | 2012-13       | 6             | 1   | 6  | 0  | 3  | 0  | 15  | 1   | 0,07 |      |
| Total club | Total club    | 35            | 12  | 13 | 1  | 15 | 3  | 63  | 16  | 0,25 |      |
| Granada CF (Espanya) |               |               |     |    |    |    |    |     |     |      |      |
| 1a | 2012-13       | 17            | 3   | 0  | 0  | 0  | 0  | 17  | 3   | 0,18 |      |
| Total club | Total club    | 17            | 3   | 0  | 0  | 0  | 0  | 17  | 3   | 0,18 |      |
| Celta de Vigo (Espanya) |               |               |     |    |    |    |    |     |     |      |      |
| 1a | 2013-14       | 33            | 14  | 2  | 0  | 0  | 0  | 35  | 14  | 0,40 |      |
| Total club | Total club    | 33            | 14  | 2  | 0  | 0  | 0  | 35  | 14  | 0,40 |      |
| Total carrera | Total carrera | Total carrera | 264 | 73 | 23 | 5  | 15 | 3   | 302 | 81   | 0,27 |
| (1)Inclou dades de la Copa del Rei (2006-07, 2009-10 i 2013-2014.), Copa de Portugal (2010-12) i Copa de la Lliga de Portugal (2010-12). (2)Sense participacions. (3)Mitjana de gols per partit. No inclou gols en partits amistosos. |               |               |     |    |    |    |    |     |     |      |      |

## Clubs
| Club                    | País      | Any         |
| ----------------------- | --------- | ----------- |
| UD Algaida              | Espanya   | 1990-2000   |
| Atlético Sanluqueño     | Espanya   | 2000-2006   |
| Écija Balompié          | Espanya   | 2006-2008   |
| FC Barcelona B          | Catalunya | 2008 - 2011 |
| SL Benfica              | Portugal  | 2011 - 2012 |
| Granada CF              | Espanya   | 2013        |
| Real Club Celta de Vigo | Espanya   | 2013 -      |